# Neocryphoeca gertschi
Neocryphoeca gertschi is een spinnensoort uit de familie van de waterspinnen (Cybaeidae).
De wetenschappelijke naam van de soort werd in 1970 gepubliceerd door Vincent Daniel Roth.